# Stora Bockholm
Stora Bockholm, finska: Pukkisaari, är en ö i Finland. Den ligger i Finska viken och i kommunen Esbo i den ekonomiska regionen  Helsingfors i landskapet Nyland, i den södra delen av landet. Ön ligger omkring 11 kilometer väster om Helsingfors.
Öns area är 13,9 hektar och dess största längd är 0,5 kilometer i nord-sydlig riktning. Ön höjer sig omkring 25 meter över havsytan.